# Dumbrăveni (Suceava)
Dumbrăveni es una comuna ubicada en el distrito de Suceava, Rumania.

## Superficie
Posee una superficie de 44,77 kilómetros cuadrados.

## Demografía
Hasta 2021 la población era de 7988 habitantes, con una densidad de población de 178,4 habitantes por kilómetro cuadrado.